# Pfarrhaus Hohenferchesar
Das Pfarrhaus in der Adresse Alte Dammstraße 15 in der Stadt Havelsee, im Ortsteil Hohenferchesar ist ein unter Denkmalschutz stehendes Wohngebäude mit zugehörigen Stallungen.

## Bauwerk

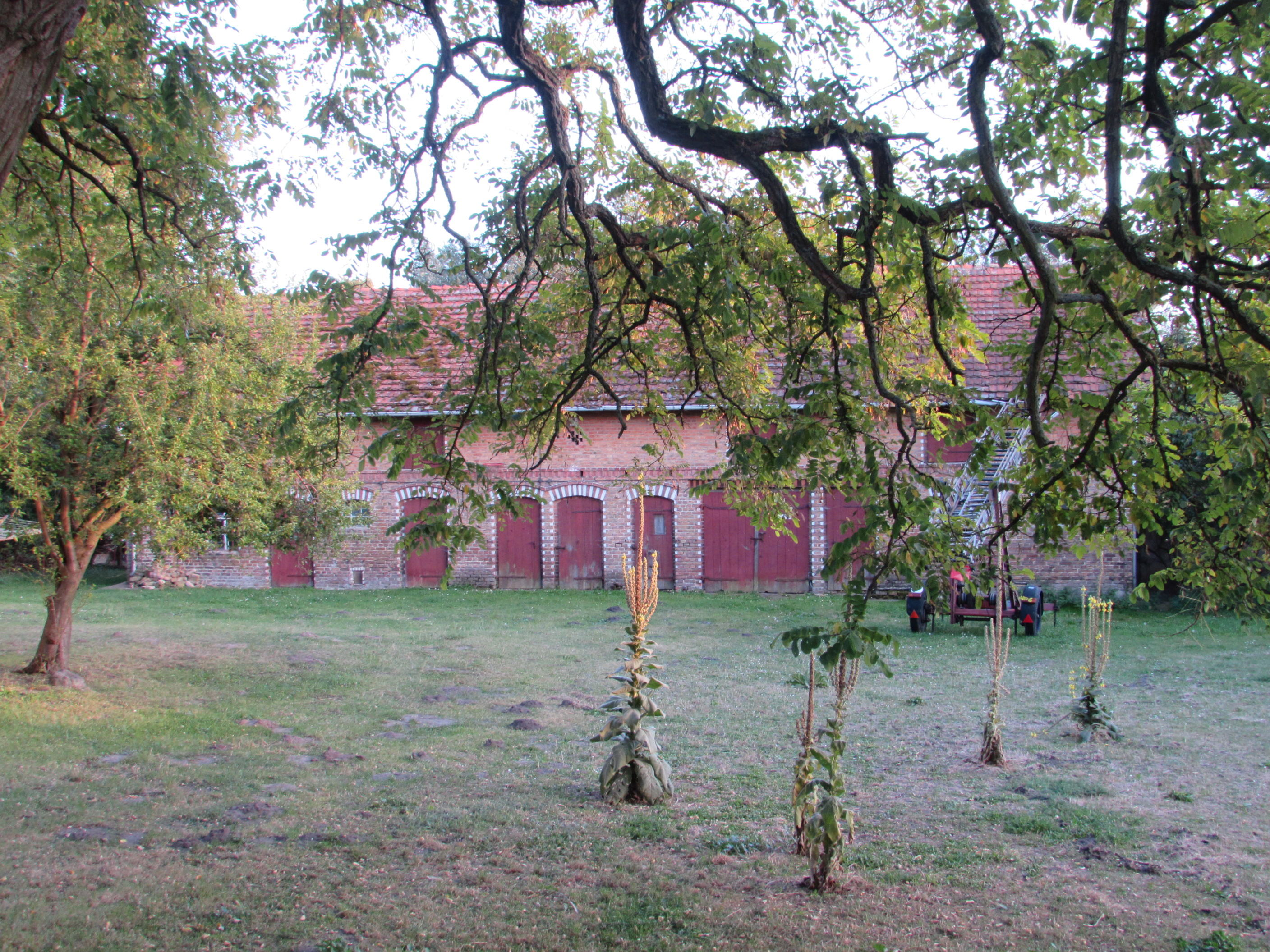
Stallgebäude

Es handelt sich um ein Wohnhaus mit einem Stockwerk. Dieses Gebäude steht längs zur Straße vis-à-vis der Dorfkirche Hohenferchesar. Es diente als Pfarrhaus der Gemeinde Hohenferchesars. Auffällig ist seine relative Schlichtheit. Der ebenerdige Eingang befindet sich in einem nur leicht hervorspringenden Mittelrisalit. Das Portal erscheint durch Faschen zweifach abgestuft. Die Tür ist zweiflügelig mit kleinen Oberlichtern. Die Holztür ist so gestaltet, dass in beiden Flügeln in den oberen zwei Dritteln ein Kreuz leicht hervorspringt. Im unteren Drittel ist jeweils ein achtzackiger Stern eingearbeitet.
Beidseits des Eingangs gibt es jeweils drei Rechteckfenster mit Läden. Auch um die Fenster sind schmale Faschen auffällig, der gegenüber dem Putz der sonstigen Fassade leicht zurückgesetzt sind. Die Fensterbänke sind auf beiden Seiten verbunden und gehen über alle drei Fenster. Den äußeren Abschluss zu den Ecken bilden beidseits leicht hervorspringende Lisenen. Das Dach ist ein Krüppelwalmdach. Zwei kleine Luken befinden sich im Dach oberhalb des Eingangs. In den Seitenwänden des Hauses wurden unterhalb der Traufe des Walms beidseits schmucklose Fenster im Dachgeschoss eingearbeitet. Neben dem Haupthaus gehört auch das über den Hof befindliche Stallgebäude zum Denkmal. Dieses ist aus typisches roten Klinkern gemauert, wie sie im 18. Jahrhundert in der Umgebung produziert wurden, unverputzt und verfügt über teils korbbogige, teils rechteckige Tore, ein Sägefries und rot-weiß gestaltete farblich gestaltete korbbogige Torstürze.